# Poly Noir
Poly Noir je český hudební projekt zaměřený na žánr dark country a alternativní hudbu. Protagonistou projektu je Petr „Poly“ Pálenský, frontman crossoverové kapely Insania.

## Historie
Poly Noir vznikl v roce 2018 jako vedlejší projekt Petra Pálenského, který se rozhodl experimentovat s klidnějšími hudebními žánry a atmosférami. Již v té době vznikly první tři písničky. Rozeběhnutí projektu bylo zpožděno z důvodu úspěchu alba GRRRotesky kapely Insania. Aktivity Poly Noir vyvrcholily na podzim 2024 vydáním alba K mýmu ohni nesedej.
Projekt je ovlivněn country hudbou, zejména v její temné a melancholické podobě, s prvky amerického folku a filmové hudby inspirované například Enniem Morriconem. Dalšími inspiračními zdroji jsou podle Pálenského umělci jako Cormac McCarthy, Johnny Cash, Leonard Cohen a Nick Cave.
Název projektu odkazuje na noir estetiku a tajemno, které se promítají jak do textů písní, tak do celkové atmosféry hudby.
Pro účely dvou koncertních křtů, v Praze a Brně, vznikla kapela The Holy Spirit Smugglers. Nebylo v plánu projekt koncertně dále posouvat. O živá vystoupení však začal být zájem, proto se kapela v roce 2025 vydala na krátké turné napříč Českou republikou.  Kapela zde představila kromě alba také coververzi písně „Hvízdání" kapely Insania a amerického tradicionálu „God's Gonna Cut You Down" pod názvem „Bůh ti srazí vaz".
11. června 2025 kapela vystoupila na festivalu Rock For People v Hradci Králové. 

## Hudební styl

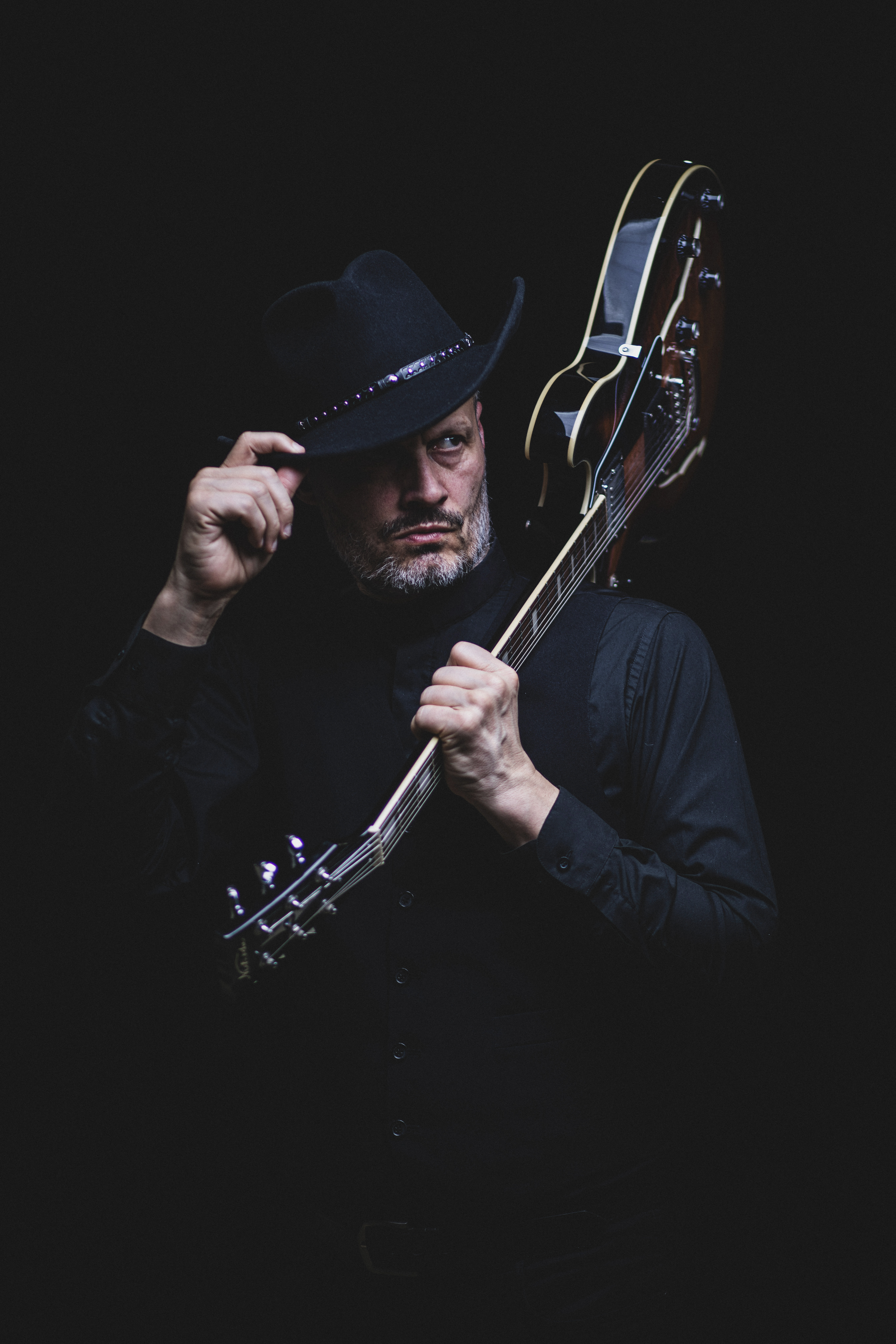
Petr „Poly“ Pálenský na promo fotografii k albu „K mýmu ohni nesedej" dark country projektu Poly Noir

Poly Noir kombinuje tradiční country nástroje jako banjo, steel kytaru nebo mandolínu s moderními prvky dark country a alternativního rocku. Objevují se také dechové aranže. Písně mají atmosféru bezčasí a amerického západu. V textech se objevují témata jako osamělost, smrt, ztráta přátel a duchovní cesta člověka. Oproti lyrice jeho domovské kapely Insania se vyznačují výrazně větším množstvím tajemna a ironické tóny prosvítají pouze výjimečně. Poly Noir je popisován jako „hudba pro starého kovboje, který ztratil všechny své přátele.“ 

## Koncertní sestava
- Petr „Poly“ Pálenský – zpěv, kytara
- Jan Fic – kytara
- Tomáš Šlápota – baskytara
- David Horák – bicí

## Diskografie
- K mýmu ohni nesedej (2024)